# Millomontia
Genre
Millomontia est un genre d'opilions laniatores de la famille des Triaenonychidae.

## Distribution
Les espèces de ce genre sont endémiques de Madagascar.

## Liste des espèces
Selon World Catalogue of Opiliones (28/05/2021) :
- Millomontia brevispina Lawrence, 1959
- Millomontia vadoni Lawrence, 1959

## Étymologie
Ce genre est nommé en l'honneur de Jacques Millot.

## Publication originale
- Lawrence, 1959 : « Arachnides-Opilions. » Faune de Madagascar, vol. 9, p. 1–121.